# Clybucca
Clybucca är en ort i Australien. Den ligger i kommunen Kempsey och delstaten New South Wales, i den sydöstra delen av landet, omkring 360 kilometer nordost om delstatshuvudstaden Sydney. Orten hade 144 invånare år 2016.
Närmaste större samhälle är South West Rocks, omkring 11 kilometer nordost om Clybucca. 